# Ołeksandr Hubrijenko
Ołeksandr Anatolijowycz Hubrijenko, ukr. Олександр Анатолійович Губрієнко (ur. 2 stycznia 1983) – ukraiński piłkarz, grający na pozycji pomocnika.

## Kariera piłkarska

### Kariera klubowa
Wychowanek klubów Metałurh Zaporoże i Krywbas Krzywy Róg, barwy których bronił w juniorskich mistrzostwach Ukrainy (DJuFL). W 1999 rozpoczął karierę piłkarską w drugiej drużynie Metałurha Zaporoże. Dopiero 21 kwietnia 2002 debiutował w składzie pierwszej drużyny Metałurha w Wyższej Lidze. Na początku 2006 wyjechał za granicę, gdzie został piłkarzem gruzińskiego pierwszoligowego klubu Sioni Bolnisi, z którym zdobył mistrzostwo. Latem 2007 zasilił skład drugoligowego zespołu Hirnyk-Sport Komsomolsk, w którym zakończył karierę piłkarską.

## Sukcesy i odznaczenia

### Sukcesy klubowe
- mistrz Gruzji: 2006